# Gimhae FC
Gimhae Football Club (kor. 김해시청 축구단) – południowokoreański klub piłkarski z miasta Gimhae, występujący w K3 League.